# Bonito (Włochy)
Bonito – miejscowość i gmina we Włoszech, w regionie Kampania, w prowincji Avellino.
Według danych na 1 stycznia 2022 roku gminę zamieszkiwało 2212 osób (1090 mężczyzn i 1122 kobiety).